# 神山町立神領小学校
神山町立神領小学校（かみやまちょうりつ じんりょうしょうがっこう）は、徳島県名西郡神山町神領字大埜地にある公立小学校。

## 概要
神山町には他にも神山町立広野小学校がある。学校には昭和初期から第二次世界大戦前にかけてアメリカから日本に贈られた青い目の人形のアリス・ジョンストンがある。

## 沿革
- 1873年 - 神領小学校を創立。
- 1941年 - 神領国民学校と改称。
- 1947年 - 神領小学校と改称。

## 通学区域が隣接している学校
- 神山町立広野小学校
- 吉野川市立高越小学校
- 美馬市立木屋平小学校
- 那賀町立相生小学校
- 上勝町立上勝小学校
- 佐那河内村立佐那河内小学校

以下の学校と隣接しているかは不明。
- 徳島市一宮小学校
- 徳島市入田小学校
- 吉野川市立森山小学校
- 吉野川市立飯尾敷地小学校